# Николаус Лихтенштейнский (род. 2000)
Николаус Себастьян Александр Мария Лихтенштейнский, граф Ритберг (нем. Nikolaus Sebastian Alexander Maria, род. 6 декабря 2000 года) ― Представитель дома Лихтенштейнов. Третий сын Алоиза Лихтенштейнского и его жены принцессы Софии Баварской.

## Биография
Принц Николаус родился в Грабсе, 6 декабря 2000 года. Он был крещен 13 января 2001 года в соборе Святого Флорина архиепископом Вадуца, Вольфгангом Хаасом. Его крестным отцом является Александр фон Квадт, двоюродный брат его матери. Занимает 4 место в линии наследования трона Лихтенштейна, после своего отца и старших братьев: Йозефа Венцеля (род. 1995) и Георга (род. 1999). Также он занимает пятое место в якобитской линии претендентов на престолы Англии, Шотландии и Ирландии по линии своей матери.
Начальное образование он получил в школе Эбенхольца, куда он ходил вместе с братьями и сестрой. Затем он окончил колледж Малверн в Вустершире. В 2020 году он поступил в Высшую школу коммерции, где учился его брат Георг.
В отличие от братьев или сестры он редко появляется на публичных мероприятиях, предпочитая вести более умеренный образ жизни.